# Persone di nome Joaquim
| Questa pagina contiene informazioni ricavate automaticamente dalle voci biografiche con l'ausilio del template Bio e di un bot. L'aggiornamento è periodico e automatico e ricostruisce completamente la pagina. Se manca una persona in questa lista, sei pregato di non aggiungerla, ma accertati piuttosto che la sua voce biografica contenga il template Bio e che i dati anagrafici siano correttamente compilati. Se il template Bio manca, inseriscilo tu stesso o, in alternativa, metti l'avviso {{tmp\|Bio}} che ne segnala la mancanza. Se i dati riportati sono sbagliati, correggi direttamente la voce biografica; le modifiche saranno visibili in questa lista entro pochi giorni. Per chiarimenti vedi il progetto antroponimi. La lista contiene solo le 72 persone che sono citate nell'enciclopedia e per le quali è stato implementato correttamente il template Bio. Pagina aggiornata al 22 lug 2025. |

Questa è una lista di persone presenti nell'enciclopedia che hanno il nome Joaquim, suddivise per attività principale.

## Allenatori di calcio(7)
- Quim Berto, allenatore di calcio e ex calciatore portoghese (Guimarães, n. 1971)
- Quinito, allenatore di calcio, dirigente sportivo e ex calciatore portoghese (Setúbal, n. 1948)
- Quim Machado, allenatore di calcio e ex calciatore portoghese (Santo Tirso, n. 1966)
- Martelinho, allenatore di calcio e ex calciatore portoghese (São Paio de Oleiros, n. 1974)
- Quim, allenatore di calcio e ex calciatore portoghese (Vila Nova de Famalicão, n. 1975)
- Quim, allenatore di calcio e ex calciatore portoghese (Vila do Conde, n. 1959)
- Joaquim Rifé, allenatore di calcio e ex calciatore spagnolo (Barcellona, n. 1942)

## Allenatori di calcio a 5(1)
- Kitó Ferreira, allenatore di calcio a 5 portoghese (n. 1969)

## Animatori(1)
- Joaquim Dos Santos, animatore, regista e produttore cinematografico portoghese (Lisbona, n. 1977)

## Artisti marziali misti(1)
- Joaquim Ferreira, artista marziale misto brasiliano (Belo Horizonte, n. 1981)

## Attori(1)
- Joaquim de Almeida, attore portoghese (Lisbona, n. 1957)

## Calciatori(25)
- Joaquim Abranches, calciatore indiano (Verna, n. 1985)
- Joaquim Adão, ex calciatore angolano (Friburgo, n. 1992)
- Joaquim Agostinho da Silva Ribeiro, ex calciatore portoghese (Paços de Ferreira, n. 1975)
- Joaquim Manuel Aguiar Serafim, ex calciatore e allenatore di calcio portoghese (Beja, n. 1967)
- Joaquim Alberto Silva, calciatore angolano (Luanda, n. 1974 - Alverca do Ribatejo, † 2019)
- Barriga, ex calciatore portoghese (Paços de Ferreira, n. 1963)
- Joaquim Carvalho, calciatore portoghese (Barreiro, n. 1937 - † 2022)
- Joaquim Dinis, ex calciatore portoghese (Luanda, n. 1947)
- Joaquim Ferraz, ex calciatore portoghese (Baltar, n. 1974)
- Claude Gonçalves, calciatore francese (Propriano, n. 1994)
- Joaquim, calciatore brasiliano (Nova Era, n. 1998)
- Joaquim Jorge, calciatore mozambicano (Maputo, n. 1939 - † 2014)
- Jucie Lupeta, calciatore portoghese (Lourinhã, n. 1993)
- Joaquim Machado, calciatore portoghese (n. 1923 - † 2015)
- Joaquim Neves, ex calciatore portoghese (Santo Tirso, n. 1970)
- Joaquim Oliveira Duarte, ex calciatore portoghese (n. 1943)
- Joaquim Serrano, calciatore portoghese (n. 1911)
- Joaquim Pacheco, ex calciatore portoghese (Macao, n. 1926)
- Joaquim Henrique, calciatore brasiliano (Nova Era, n. 1998)
- Joaquim Rodrigues Ferreira, calciatore portoghese (n. 1898 - † 1945)
- Joaquim Salvat, ex calciatore e ex giocatore di calcio a 5 andorrano (La Selva del Camp, n. 1980)
- Joaquim Santana, calciatore portoghese (Catumbela, n. 1936 - Freamunde, † 1989)
- Seninho, calciatore portoghese (Sá da Bandeira, n. 1949 - Porto, † 2020)
- Joaquim Teixeira, calciatore portoghese (n. 1917 - † 1976)
- Filipe dos Santos, calciatore portoghese (n. 1896 - † 1941)

## Canoisti(1)
- Joaquim Lobo, canoista mozambicano (Maputo, n. 1995)

## Cantanti(2)
- Quim Barreiros, cantante portoghese (Vila Praia de Âncora, n. 1947)
- Ivandro, cantante angolano (Benguela, n. 1998)

## Cardinali(1)
- Joaquim Arcoverde de Albuquerque Cavalcanti, cardinale e arcivescovo cattolico brasiliano (Pesqueira, n. 1850 - Rio de Janeiro, † 1930)

## Cestisti(3)
- Quino Colom, ex cestista andorrano (Andorra la Vella, n. 1988)
- Joaquim Costa, ex cestista e allenatore di pallacanestro spagnolo (Badalona, n. 1957)
- Joaquim Brandão Gomes, ex cestista e dirigente sportivo angolano (Luanda, n. 1980)

## Ciclisti su strada(3)
- Joaquim Agostinho, ciclista su strada portoghese (Torres Vedras, n. 1943 - Lisbona, † 1984)
- Joaquin Llach, ex ciclista su strada spagnolo (Olot, n. 1961)
- Joaquim Rodríguez, ex ciclista su strada spagnolo (Parets del Vallès, n. 1979)

## Compositori(1)
- Joaquim Malats, compositore e pianista spagnolo (San Andrés de Palomar, n. 1872 - Barcellona, † 1912)

## Editori(1)
- Quim Torra, editore, scrittore e politico spagnolo (Blanes, n. 1962)

## Giocatori di calcio a 5(1)
- Márcio Moreira, giocatore di calcio a 5 portoghese (Matosinhos, n. 1990)

## Mezzofondisti(1)
- Joaquim Cruz, ex mezzofondista brasiliano (Taguatinga, n. 1963)

## Militari(3)
- Joachim Xavier Curado, militare e politico brasiliano (Pirenópolis, n. 1746 - Rio de Janeiro, † 1830)
- Joaquim Marques Lisboa, militare e politico brasiliano (Rio Grande, n. 1807 - Rio de Janeiro, † 1897)
- Joaquim Augusto Mouzinho de Albuquerque, ufficiale portoghese (Batalha, n. 1855 - Lisbona, † 1902)

## Patrioti(1)
- Tiradentes, patriota brasiliano (Minas Gerais, n. 1746 - Rio de Janeiro, † 1792)

## Piloti di rally(1)
- Joaquim Moutinho, pilota di rally portoghese (Porto, n. 1951 - † 2019)

## Pittori(1)
- Joaquim Pijoan i Arbocer, pittore e scrittore spagnolo (Santa Cristina d'Aro, n. 1948)

## Poeti(3)
- Sousândrade, poeta brasiliano (Guimarães, n. 1833 - São Luís, † 1902)
- Teixeira de Pascoaes, poeta, scrittore e filosofo portoghese (Amarante, n. 1877 - Amarante, † 1952)
- Joaquim de Araújo, poeta, scrittore e giornalista portoghese (Penafiel, n. 1858 - Sintra, † 1917)

## Politici(5)
- Joaquim António de Aguiar, politico portoghese (Coimbra, n. 1792 - Lavradio, † 1884)
- Joaquim Rafael Branco, politico saotomense (n. 1953)
- Joaquim Chissano, politico mozambicano (Malehice, n. 1939)
- Joaquim Pimenta de Castro, politico portoghese (Monção, n. 1836 - Lisbona, † 1918)
- Joaquim Pedro de Oliveira Martins, politico, storico e filosofo portoghese (Lisbona, n. 1845 - Lisbona, † 1894)

## Registi(1)
- Joaquim Pedro de Andrade, regista e sceneggiatore brasiliano (Rio de Janeiro, n. 1932 - Rio de Janeiro, † 1988)

## Scacchisti(1)
- Joaquim Durão, scacchista e dirigente sportivo portoghese (Lisbona, n. 1930 - Lisbona, † 2015)

## Schermidori(1)
- Joaquim Videira, schermidore portoghese (Viseu, n. 1984)

## Sciatori alpini(1)
- Joaquim Salarich, sciatore alpino spagnolo (Vic, n. 1994)

## Scrittori(2)
- Machado de Assis, scrittore e poeta brasiliano (Rio de Janeiro, n. 1839 - Rio de Janeiro, † 1908)
- Joaquim Manuel de Macedo, scrittore brasiliano (Itaboraí, n. 1820 - Rio de Janeiro, † 1882)

## Scultori(1)
- Joaquim Machado de Castro, scultore portoghese (Sé Nova, n. 1731 - Mártires, † 1822)

## Vescovi cattolici(1)
- Joaquim Justino Carreira, vescovo cattolico portoghese (Leiria, n. 1950 - San Paolo, † 2013)